# Agrotis infusa
Agrotis infusa é uma espécie de traça nativa na Austrália e Nova Zelândia. É conhecida popularmente por aparecer em grande quantidade nos edifícios públicos de Sydney e Camberra, capital da Austrália, durante a primavera.
A traça possui coloração entre a cor marrom e preta, e tem asas de aproximadamente 45 milímetros. As adultas realizam longas migrações para os Alpes Australianos durante o verão, e no inverno se dispersam nas pastagens de Nova Gales do Sul e Queensland para botarem seus ovos.

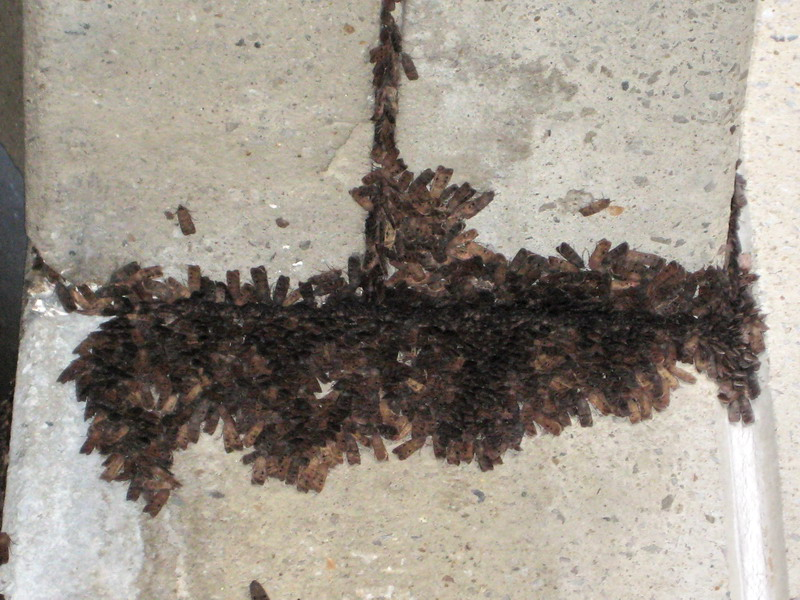
Detalhe de uma aglomeração de traças Agrotis infusa em um edifício de Sydney, Austrália.